# 板栗树乡
板栗树乡，是中华人民共和国湖南省怀化市麻阳苗族自治县下辖的一个乡镇级行政单位。

## 行政区划
板栗树乡下辖以下地区：
板栗树村、武岩村、冲天垅村、楠木底村、大辽村、新寨村、地亭溪村、明士坳村、枣子喇村、凉子上村、江溪村、盐井村和麻林坪村。